# گردشگری در اسرائیل

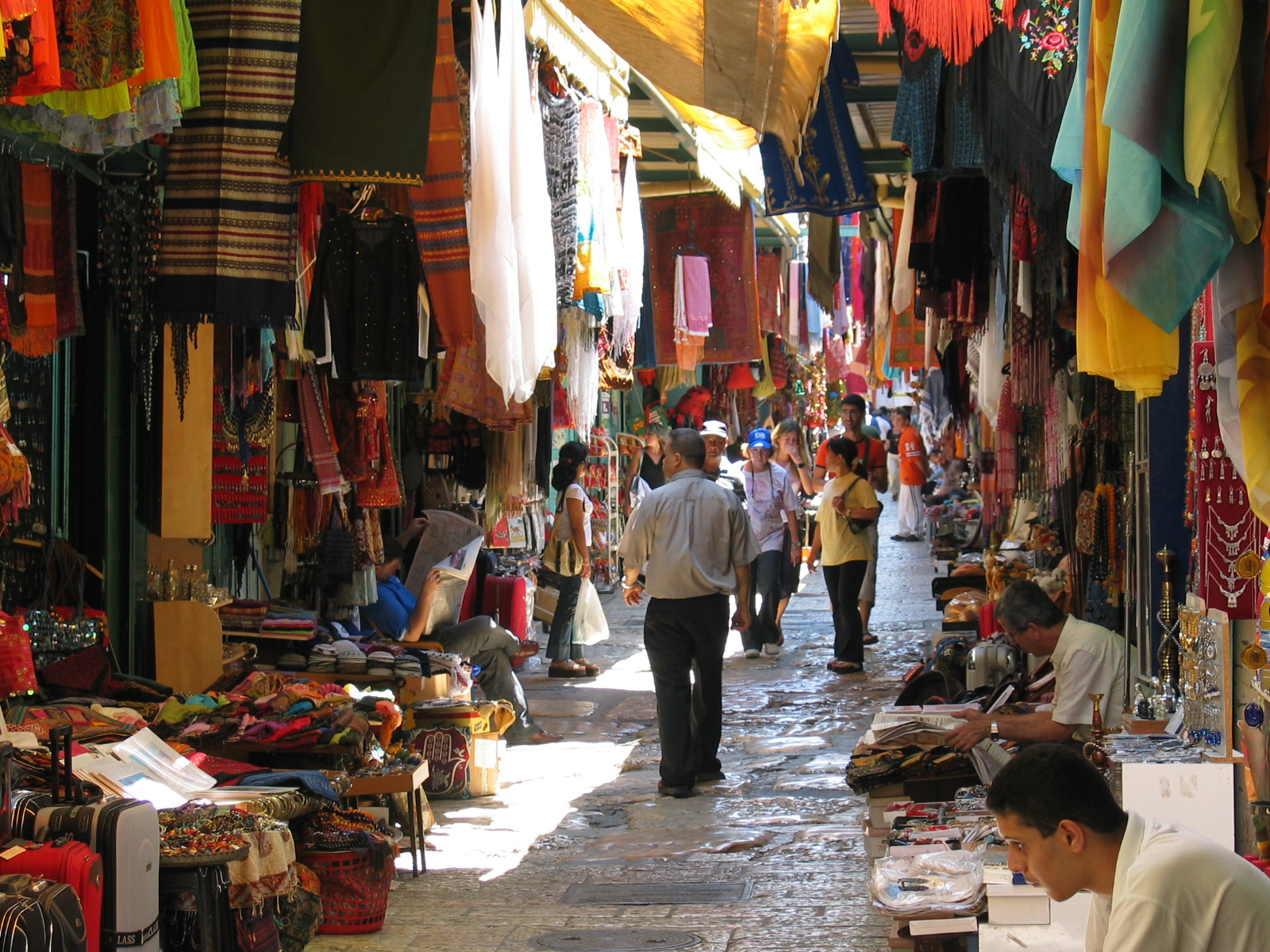
شهر قدیم

صنعت گردشگری در اسرائیل سالیانه  ۱۵ میلیارد شکل درآمد  دارد. ۳٫۴ میلیون گردشگر در سال ۲۰۱۰ از اسرائیل دیدن کردند.بیشترین اماکن مورد بازدید گردشگران دراسرائیل، اماکن دینی در اورشلیم، از جمله دیوار ندبه و کلیسای مقبره مقدس هستند.
در سال ۲۰۰۷ دویست و دو هزار نفر در بخش گردشگری اسرائیل کار می‌کردند که ۷٫۸ درصد از کل نیروی کار اسرائیل را تشکیل می‌دادند. اسرائیل از لحاظ میزان درآمد از صنعت گردشگری رتبه ۴۳، از لحاظ ارتباط این صنعت با اقتصاد ملی رتبه ۱۰۷ و از لحاظ پیش‌بینی رشد گردشگری رتبه ۷۳ را در جهان دارد.